# Cyanopica
Cyanopica eller blåskator är ett släkte i familjen kråkfåglar inom ordningen tättingar. Släktet omfattar här två arter som förekommer dels på Iberiska halvön, dels från östra Kina till Japan:
- Östlig blåskata (C. cyanus)
- Iberisk blåskata (C. cooki)

Blåskatorna behandlades tidigare som en och samma art, då med det svenska namnet blåskata (C. cyanus), och vissa gör det fortfarande. Länge förbryllade den märkliga utbredningsluckan mellan Iberiska halvön och Östra Asien hos arten blåskata. Det spekulerades i att portugisiska sjöfarare skulle ha tagit med sig exemplar av fågeln från Kina till Portugal där de etablerade en friflygande population. År 2000 hittades dock fossila fynd av arten i Gibraltar som var minst 40.000 år gamla. Senare DNA-studier  visar att de båda populationerna skildes åt för mer än en miljon år sedan. En teori är att det under pliocen fanns ett savannartat bälte hela vägen från Iberiska halvön till östra Asien, men att istider medförde biotopförändringar som isolerade de båda populationerna.
Idag behandlar de flesta taxonomiska auktoriteter iberisk och östlig blåskata som skilda arter. Den senare skiljer sig från den förra i att vara något större med framför allt längre, vitspetsad stjärt, mer duvgrå än brunrosa fjäderdräkt samt avvikande läten. Den verkar också skilja sig ekologiskt, där östlig blåskata i mycket större utsträckning går in i städer.